# 纽华克湾

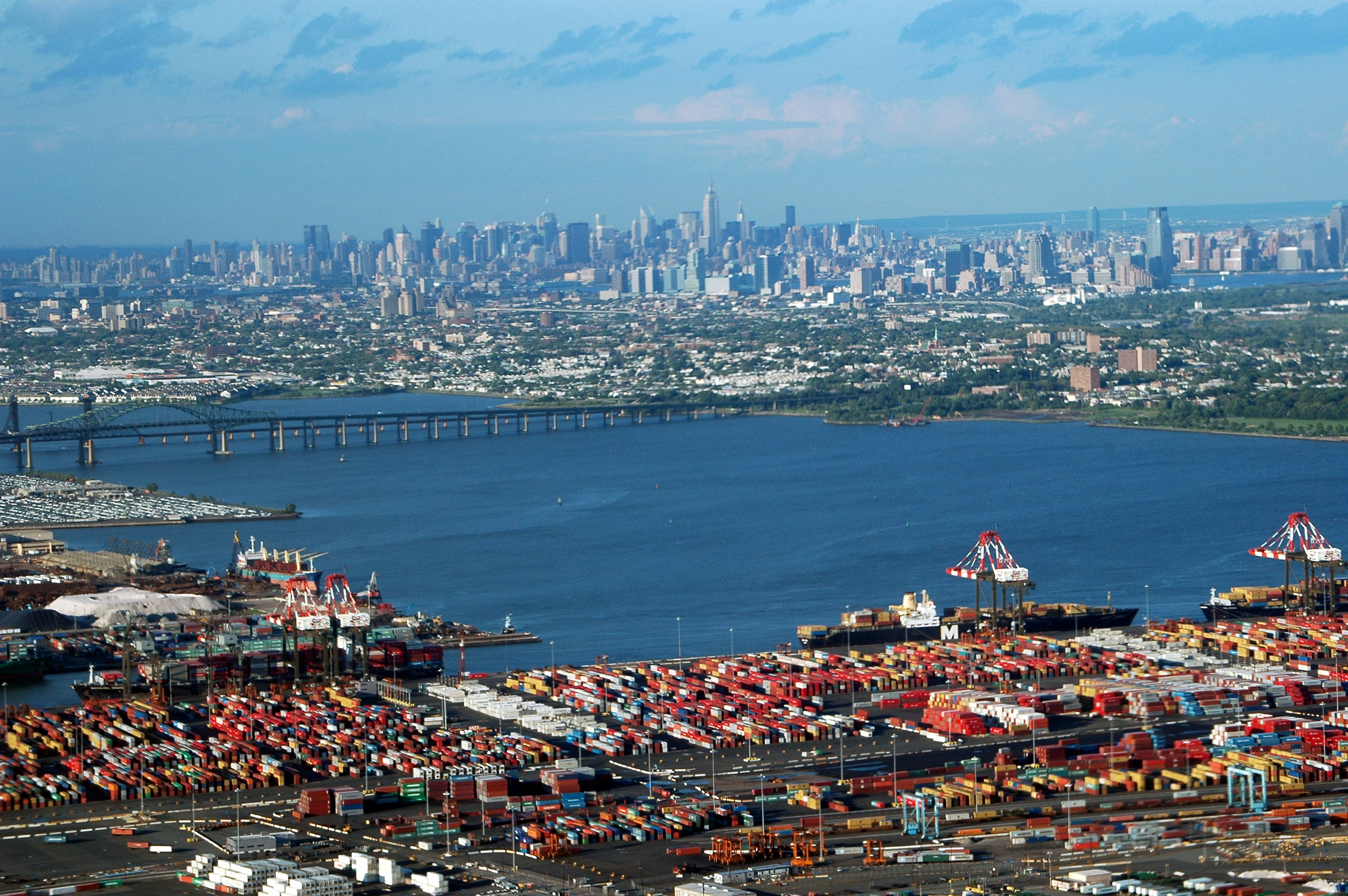
纽华克港-伊丽莎白航运码头鸟瞰图，海湾对岸是泽西市和纽约的曼哈頓

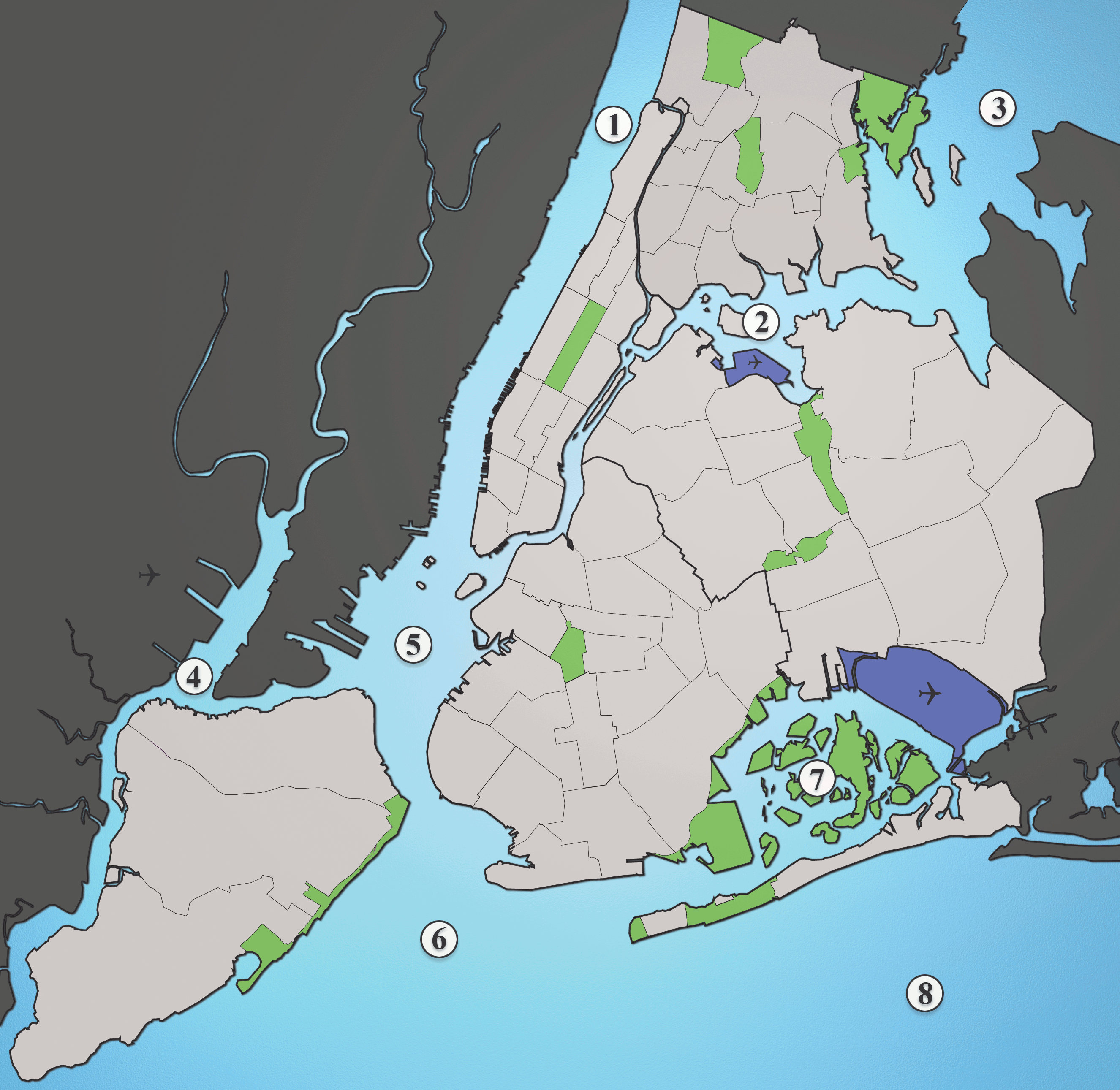
纽约港水域图。①哈德逊河；②东河；③长岛海峡；④纽华克湾；⑤上纽约湾；⑥下纽约湾；⑦牙买加湾；⑧大西洋

纽瓦克湾（英語：Newark Bay，或译为纽华克湾）是位于东北新泽西帕塞伊克河和哈肯萨克河交汇处的一个潮湾。这里坐落着纽华克港-伊丽莎白航运码头，是纽约和新泽西最大的集装箱码头，也是全美最繁忙的港口之一。作为一个河口，它需要定期疏浚，以保证远洋貨櫃船的通行。